# Ritterhude Badgers
Die Ritterhude Badgers sind ein American-Football-Team aus Ritterhude (Niedersachsen). Das Team gehört dem 1. American Sports Club Ritterhude von 1994 e. V. (kurz ASC Ritterhude) an. Im Jahr 2016 spielten die Badgers für eine Saison in der German Football League 2. Ab der Saison 2023 sind sie in der Oberliga vertreten, der vierthöchsten Spielklasse Deutschlands.

## Geschichte

### Frühe Jahre (1994 bis 2006)
Am 3. Dezember 1994 gründete eine Gruppe unzufriedener ehemaliger Spieler der Osterholz-Scharmbeck Mozart Rats den 1. American Sports Club Osterholz-Scharmbeck Black Hawks von 1994 e. V. Im November 1996 wurde der Wiederaufbau des Vereins beschlossen. Dadurch wurde am 1. Dezember 1996 aus dem 1. ASC Osterholz-Scharmbeck Black Hawks von 1994 e. V. der 1. ASC Ritterhude Badgers von 1994 e. V. Im selben Monat begann das Training. 1997 stiegen die Badgers in den Spielbetrieb ein. Ihr erstes Spiel gegen die Hannover Stampeders am 25. Mai 1997 verloren sie mit 0:58. Den einzigen Sieg der ersten Saison verbuchte man gegen die Bremen Bravehearts verbuchen. In der Saison 1998 erreichte die Flag-Jugend der Badgers den Junior Flag Bowl und gewann diesen in Braunschweig gegen die Hamburg Flag Devils. Im selben Jahr erreichte das Flag-Jugend Team der Badgers den dritten Platz bei der Europameisterschaft in der Schweiz. Nach der Saison 2004 löste sich das Herrenteam der Badgers auf. Nach der Saison 2006 folgte das Flagteam.

### Neuanfang (seit 2008)
Im Herbst 2008 stand der Verein kurz vor der Auflösung. Bei der Jahreshauptversammlung fanden sich jedoch Mitglieder, die dem Football in Ritterhude noch eine Chance geben wollen. Sie übernahmen den Verein ohne aktive Sparten vom bisherigen Vorsitzenden Marcus Meckes. Im Jahr 2009 wurde das Training neu aufgenommen. Zur Saison 2010 war man wieder in der Lage, ein Herrenteam in der Verbandsliga Niedersachsen/Bremen zu melden. In der Saison 2011 starteten die Badgers nach einer Ligenreform in der Landesliga Niedersachsen/Bremen. In dieser Saison wurden sie ungeschlagen Meister und stiegen in die Oberliga Niedersachsen/Bremen auf. 2015 schafften die Badgers den Aufstieg in die GFL 2.

## Stadion Moormannskamp
Das Stadion Moormannskamp ist ein Fußballstadion mit Leichtathletikanlage in Ritterhude im Landkreis Osterholz. Das Stadion dient neben den Ritterhude Badgers auch dem Fußballverein SG Platjenwerbe als Heimstätte. Zudem ist es eine Schulsportanlage. Es ist die größte kommunale Bezirkssportanlage in Ritterhude.
Das Stadion befindet sich auf dem Gelände des Ritterhuder Schulzentrums auf dem Krähenberg. Es war Schauplatz mehrerer regionaler und überregionaler Erfolge der Ritterhude Badgers, darunter der Aufstieg in die German Football League 2 und der Gewinn der Landesliga.
Bis 2022 besaß das Stadion Moormannskamp ein Naturrasenfeld. Von 2022 bis 2023 wurde das Stadion komplett umgebaut. Seit der Wiedereröffnung am 20. Juni 2022 besitzt das Stadion Kunstrasen, einen Calesthenics-Bereich, Multifunktionsspielfelder, eine Stabhoch- und Weitsprunganlage sowie eine Kugelstoßanlage. Es ist seit der Wiedereröffnung barrierefrei und verfügt über eine modernisierte Flutlichtanlage. Der Umbau wurde vom Bundesministerium für Wohnen, Stadtentwicklung und Bauwesen sowie dem Landkreis Osterholz finanziert.